# سایوز تی‌ام-۱۶
سایوز-تی‌ام-۱۶ (به روسی: Союз )(به معنای اتحاد) شانزدهمین مأموریت سرنشین دار و سازمان ملی فضانوردی روسیه به سمت ایستگاه فضایی میر محسوب می شود. در طول این ماموریت ۴ فضاپیمای پشتیبانی پروگرس به ایستگاه متصل شد. در این مأموریت برای نخستین بار از سیستم اتصال خودکار موسوم به آپاس-۸۹ رونمایی شد که قرار بود در صورت موفقیت بر روی شاتل‌های فضایی جهت انجام عملیات پهلوگیری با ایستگاه فضایی میر نصب شود.

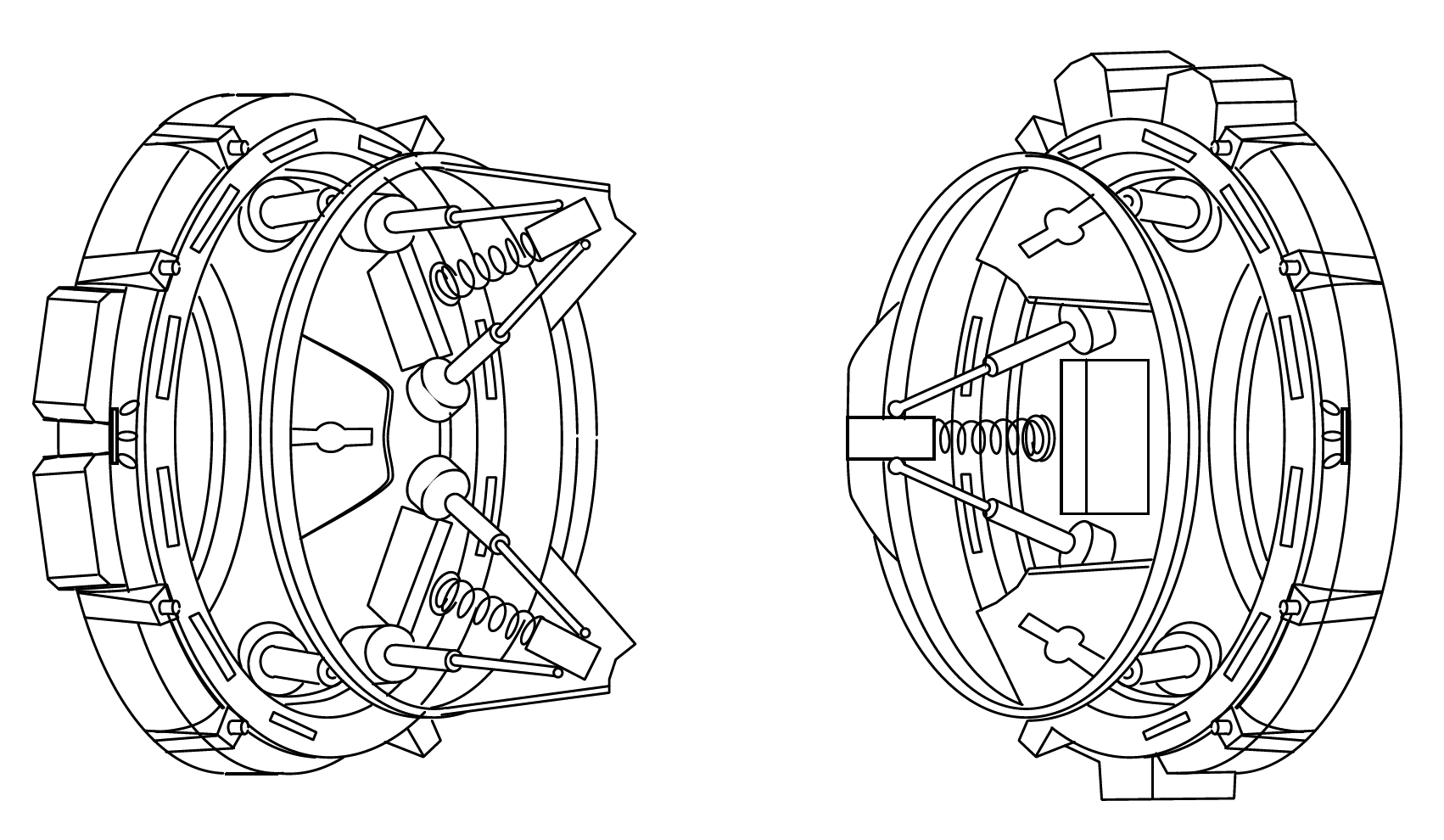
طرح شماتیک از سیستم اتصال خودکار آپاس-۸۹

## خدمه مأموریت
| شماره | نام              | ملیت  | تعداد پرواز | نقش عملیاتی | تصویر |
| ۱     | گنادی ماناکوف    | روسیه | ۲           | فرمانده     |       |
| ۲     | الکساندر پولشچوک | روسیه | ۱           | مهندس پرواز |       |